# Soundgarden
Soundgarden — американський рок-гурт, сформований 1984 року у Сіетлі співаком і ритм-гітаристом Крісом Корнеллом, соло-гітаристом Кімом Таїлом і басистом Хіро Ямамото. Гурт розпався в 1997 році та знову сформувався в 2010. Після смерті Корнелла в 2017 році та року невизначеності щодо майбутнього гурту, Таїл оголосив у жовтні 2018 року, що Soundgarden знову розпався, хоча вони возз'єдналися в січні 2019 року для одноразового концерту на честь Корнелла.
Гурт допоміг популяризувати грандж-музику, стиль альтернативного року, який розвинувся в середині 1980-х завдякі діяльності таких гуртів з Сіетла, як Alice in Chains, Pearl Jam і Nirvana. У 1988 каліфорнійський незалежний лейбл SST Records випустив дебютний альбом Soundgarden Ultramega OK, який, хоча і погано продавався, отримав визнання критиків і був номінований Греммі в 1990 році. Їхній другий альбом, Louder Than Love, був записаний незалежно, але після того, як вони підписали контракт з A&M Records у 1989 році вийшов на цьому лейблі. У той час як Ultramega OK не потрапили в чарти, а Louder Than Love посів 108 місце в чарті альбомів Billboard 200, третій альбом гурту, Badmotorfinger, підкріплений успіхом синглів «Jesus Christ Pose», «Outshined» і «Rusty Cage», досяг 39 місця в Billboard 200 і отримав подвійний платиновий сертифікат RIAA.
Найбільшої популярності гурт досяг у 1990-х роках. Альбом Superunknown, що вийшов 1994 року, досяг першої сходинки чарту Billboard 200, а також очолив чарти Австралії та Нової Зеландії і ввійшов до списку 500 найкращих альбомів усіх часів за версією журналу Rolling Stone. Сингли «Black Hole Sun» і «Spoonman» з цього альбому були удостоєні премії Греммі. Значний успіх мав і наступний альбом гурту Down on the Upside, він посів другу сходинку в Billboard 200 і першу в австралійському та новозеландському чартах.
Станом на 2019 рік Soundgarden продали більше 14 мільйонів записів у Сполучених Штатах і приблизно 30 мільйонів у всьому світі. VH1 заніс Soundgarden до списку 100 найкращих артистів хард-року під номером 14.

## Історія гурту

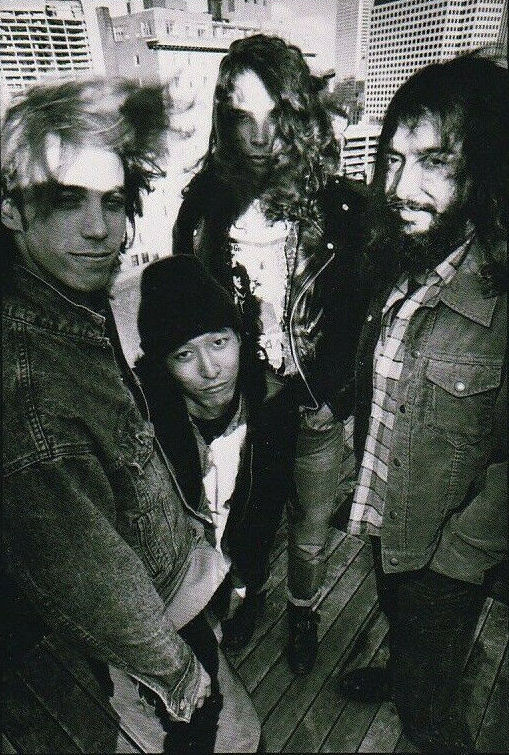
Soundgarden у 1987 році

### Заснування й ранні записи (1984—1988)
Історія Soundgarden почалась з гурту під назвою Shemps, яка виступала в Сіетлі на початку 1980-х і включала басиста Хіро Ямамото та барабанщика і співака Кріса Корнелла. Після відходу Ямамото на роль басиста був запрошений гітариста Кім Таїл. Він переїхав до Сіетла з Парк-Форест разом із Ямамото та Брюсом Павіттом, які пізніше заснували незалежний звукозаписний лейбл Sub Pop. Корнелл і Ямамото підтримували зв'язок, і після того, як Shemps розпалися, почали грати разом, а пізніше до них приєднався і Таїл.
Гурт Soundgarden був заснований у 1984 році і включав Корнелла (ударні та вокал), Ямамото (бас) і Таїла (гітара). Корнелл спочатку грав на барабанах під час співу, але в 1985 році у гурт запросили Скотта Сандквіста, для того, щоб Корнелл міг зосередитись на вокалі. Гурт мандрував, граючи на різних концертах у такому складі близько року. Їхні перші записи були трьома піснями, які з'явилися в альбомі-компіляції 1986 року для C/Z Records під назвою Deep Six — «Heretic», «Tears to Forget» і «All Your Lies». На збірці також були присутні пісні такіх піонерів гранджу, як Green River, Skin Yard, Malfunkshun, U-Men і Melvins. 1986 року тодішня дівчина і майбутня дружина Корнелла Сьюзан Сільвер почала керувати Soundgarden. У тому ж році Сандквіст залишив гурт, щоб проводити час із сім'єю, і його замінив Метт Кемерон, барабанщик Skin Yard.
Виступ Soundgarden одного вечора вразив радіо-діджея Джонатана Понемана, який пізніше сказав: «Я бачив цей гурт, яка була всім, чим повинна бути рок-музика». Понеман запропонував виділити 20 000 доларів для Sub Pop, фактично перетворивши його на повноцінний звукозаписний лейбл. Soundgarden підписали контракт із Sub Pop, і лейбл випустив «Hunted Down» у 1987 році як перший сингл гурту. Через Sub Pop гурт випустив мініальбом Screaming Life у 1987 році, мініальбом Fopp у 1988 році та комбінацію обох, Screaming Life/Fopp, у 1990 році.

### Ultramega OKіLouder Than Love(1988—1990)
Хоча великі лейбли зацікавились гуртом, у 1988 році він підписали контракт із незалежним лейблом SST Records для випуску свого дебютного альбому Ultramega OK, який вийшов 31 жовтня 1988 року. За словами Стіва Х'юї з AllMusic, на цьому альбомі Soundgarden демонструє, як "Stooges/MC5 зустрічає звучання Zeppelin/Sabbath. Марк Міремонт зняв перший музичний кліп гурту на пісню «Flower», який регулярно транслювався в програмі «120 Minutes» на MTV. Soundgarden просували Ultramega OK під час туру по Сполучених Штатах навесні 1989 року та туру по Європі, який розпочався у травні 1989 року. 1990 року Ultramega OK приніс гурту номінацію на премію Греммі в категорії «Найкраще метал виконання».
Після гастролей для просування альбому гурт підписав контракт з A&M Records, що викликало розрив між Soundgarden та його традиційною аудиторією. Таїл сказав: «Спочатку наші шанувальники походили з натовпу панк-року. Вони покинули нас, коли вважали, що ми зрадили ідеї панку, тому що потрапили на великий лейбл і гастролюємо з Guns N' Roses». 5 вересня 1989 року гурт випустив свій перший альбом на великому лейблі Louder Than Love, завдяки якому він зробив «крок до мейнстріму металу». Louder Than Love став першим альбомом гурту, який потрапив у чарт Billboard 200, досягнувши 108 місця.
За місяць до початку туру Louder Than Love басист Хіро Ямамото, який був розчарований тим, що він не робить великого внеску в звучання груту, покинув колектив та повернувся до коледжу. Йому на заміну прийшов Джейсон Еверман, колишній бас-гітарист Nirvana. Гурт гастролював по Північній Америці з грудня 1989 по березень 1990 року, а після цього вирушив у тур по Європі. У середині 1990 року відразу після завершення туру Евермана було звільнено з гурту. Теїл сказав, що «Джейсону просто не вдалось».

### Badmotorfinger(1991—1993)
Басист Бен Шеферд замінив Джейсона Евермена, і у 1991 році з новим складом Soundgarden записали свій третій альбом. Корнелл сказав, що Шеферд приніс «свіжий і креативний» підхід до запису, а гурт в цілому заявив, що знання Бена в області музики та письменницькі навички переосмислили гурт. 8 жовтня 1991 року гурт випустив альбом Badmotorfinger. Перший сингл від Badmotorfinger, «Jesus Christ Pose», привернув увагу, коли у 1991 році MTV вирішило заборонити його кліп. Пісня та відео до неї обурили багатьох слухачів, які сприйняли її як антихристиянську. Під час туру на підтримку альбому у Великобританії гурту навіть погрожували вбивством. Корнелл пояснив, що у тексті пісні насправді критикуються публічня діячі, які використовують релігію (зокрема образ Ісуса Христа), щоб зобразити себе переслідуваними. Сингли «Outshined» і «Rusty Cage» змогли знайти свою аудиторію на рок-радіо і MTV і у 1992 році Badmotorfinger був номінований на премію Греммі в категорії «Найкраще метал виконання» та увійшов до 100 найпродаваніших альбомів року.
Після випуску Badmotorfinger Soundgarden вирушили в тур по Північній Америці в жовтні та листопаді 1991 року. Пізніше Guns N' Roses особисто вибрали гурт для виступів на розігріві під час свого туру на підтримку Use Your Illusion. Гурт також виступав разом зі Skid Row під час їхнього туру у Північній Америці в лютому 1992 року, а потім вирушив до Європи для власного місячного туру. Пізніше Soundgarden зіграли на фестивалі Lollapalooza 1992 року, де ділилил сцену з такими виконавцями, як Red Hot Chili Peppers, Pearl Jam, Ministry та Ice Cube.

### Superunknown(1994—1995)
Soundgarden почали працювати над своїм четвертим альбомом після туру на підтримку Badmotorfinger. Корнелл сказав, що під час роботи над альбомом, учасники гурту дозволяли один одному більше свободи, ніж на минулих записах; Таїл зазначив, що гурт провів набагато більше часу, працюючи над записом пісень, ніж на попередніх платівках. Виданий 8 березня 1994 року, Superunknown став проривним альбомом гурту. Рухомий синглами «Spoonman», «The Day I Tried to Live», «Black Hole Sun», «My Wave» і «Fell on Black Days» він дебютував на першій позиції в Billboard 200.
Пісні на Superunknown захопили творчість і тяжкість ранніх робіт гурту, в той час як і демонстрували зародження нового стилю гурту. Альбом був також експериментальнішим, ніж попередні платівки, деякі пісні включали близькосхідну або індійську музику. В плані лірики альбом був досить темним і загадковим, і часто інтерпретувався зі зловживанням психоактивними речовинами, самогубством і депресією. Корнелл був натхненний працями Сильвії Плат в той час. Кліп на «Black Hole Sun» став хітом на MTV і здобув нагороду MTV Video Music Award в категорії «Найкраще метал/хард-рок відео». Альбом був номінований на премію Греммі як найкращий рок-альбом у 1995 році. Superunknown отримав шість платинових сертифікатів у Сполучених Штатах і залишається найуспішнішим альбомом Soundgarden. Після успіху альбому гурт вирушив у всесвітнє турне для його підтримки.

### Down on the Upsideі розпад (1996—1997)
Після закінчення туру гурт почав працювати над новим альбомом Однак, як повідомляється, під час запису у гурті виникла напруга, коли Теїл і Корнелл нібито сперечалися через бажання останнього відійти від важких гітарних рифів, які стали торговою маркою гурту. П'ятий альбом гурту, Down on the Upside вийшов 21 травня 1996 року. Він був помітно менш важким, ніж попередні альбоми гурту, і ознаменував подальший відхід гурту від гранджевого коріння. У той час Soundgarden пояснювали, що хочуть експериментувати з іншим звучанням, включаючи акустичні інструменти. Девід Браун з Entertainment Weekly сказав: «Небагато гуртів, починаючи з Led Zeppelin, мають так чітко змішані інструменти, як акустичні, так і електричні». Загальний настрій текстів альбому менш похмурий, ніж на попередніх альбомах Soundgarden, а Корнелл описує деякі пісні як «самоствердження». Альбом породив кілька синглів, включаючи «Pretty Noose», «Burden in My Hand» і «Blow Up the Outside World». «Pretty Noose» у 1997 році був номінований на премію Греммі як найкраще хард-рок виконання, однак новому альбому не вдалось повторити успіх Superunknown ні за продажами, ні за реакцією критиків.
Гурт взяв участь у фестивалі Lollapalooza 1996 року з Metallica, які наполягали на появі Soundgarden. Після Lollapalooza гурт вирушив у світове турне, під час якого напруга у гуррті зросла ще сильніше. Коли Корнелла запитали, чи дійсно гурт ненавидить гастролі, вінвідповів: «Нам це дійсно подобається до певного моменту, а потім це стає втомливим, тому що це повторення. Ви відчуваєте, що фанати заплатили свої гроші, і вони очікують, що ви прийдете і зіграєте їм свої пісні так само добре, як і у перший раз. Ось чому ми ненавидимо гастролі». Під час останньої зупинки туру в Гонолулу, 9 лютого 1997 року Шеферд розчаровано підкинув свою бас-гітару у повітря після того, як у нього вийшло з ладу обладнання, а потім пішов зі сцени. 9 квітня 1997 року гурт оголосив про свій розпуск. Теїл сказав: «Очевидно, що протягом останніх півроку у всіх було певне незадоволення». Пізніше Кемерон сказав, що Soundgarden «з'їв бізнес».

### Воз'єднання іKing Animal(2010—2013)

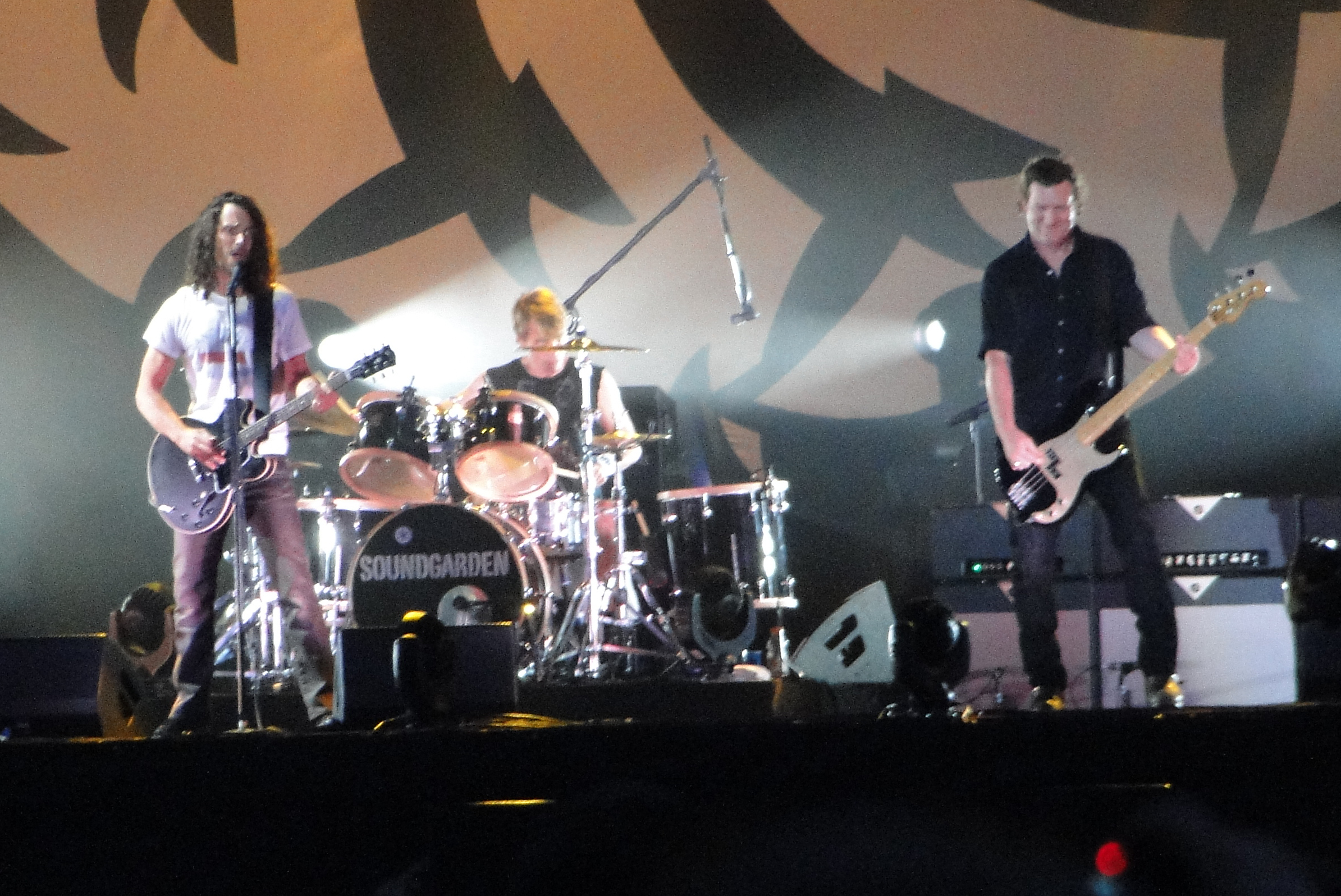
Soundgarden на Lollapalooza у 2010 році

1 січня 2010 року Корнелл натякнув на возз'єднання Soundgarden у своєму акаунті в Twitter. 16 квітня Soundgarden відіграли свій перший концерт з 1997 року у рідному місті гурту Сіетлі, а 8 серпня гурт став хедлайнером фестивалю Lollapalooza. У березні 2011 року Soundgarden випустили свій перший концертний альбом Live on I-5.
У лютому 2011 року Soundgarden оголосили на своїй домашній сторінці, що розпочали запис нового альбому. Хоча Кемерон стверджував, що альбом вийде 2011 року, запис було продовжено, оскільки Теїл сказав, що «чим більше ми насолоджуємося цим, тим більше повинні насолоджуватися наші шанувальники».
У березні 2012 року на офіційній сторінці гурту у Facebook було опубліковано повідомлення про те, що нова пісня «Live to Rise» буде включена в саундтрек майбутнього фільму Месники. Трек став першою піснею, яку гурт випустив після воз'єднання. У травні того ж року Soundgarden повідомили Rolling Stone, що планують випустити новий альбом у жовтні. 27 вересня гурт випустив «Been Away Too Long», перший сингл із свого нового альбому King Animal, який вийшов 13 листопада 2012 року. На початку 2013 року гурт випустив кліп на пісню «By Crooked Steps»

### Подальша діяльність та смерть Корнелла (2014—2019)
16 березня 2014 року Soundgarden і Nine Inch Nails оголосили про спільний тур по Північній Америці разом із Death Grips на розігріві. 28 жовтня 2014 року Soundgarden оголосили, що 24 листопада вони випустять 3-компактний збірний бокс-сет Echo of Miles: Scattered Tracks Across the Path. Набір включає раритетні записи, живі треки та невиданий матеріал, що охоплює історію гурту. За день до виходу збірки, 27 жовтня, гурт виклав раніше невидану пісню «Storm» на YouTube.
У кількох інтерв'ю Теїл згадував, що гурт, ймовірно, почне працювати над матеріалом для нового альбому в 2015 році, а в серпні 2015 року Корнелл заявив, що вони це роблять. 19 січня 2016 року The Pulse Of Radio оголосили, що Soundgarden повернулися в студію, щоб продовжити роботу над своїм новим альбомом. 14 липня 2016 року басист Бен Шеферд і Кемерон заявили, що гурт написав «шість надійних мелодій» для нового альбому, а в серпні буде написано ще більше.
18 травня 2017 року Корнелла знайшли мертвим «з пов'язкою на шиї», за словами його представника Брайана Бамбері. Корнелл був у своєму готельному номері у Детройті, де відпочивав після виступу із Soundgarden. Згодом судово-медична експертиза округу Вейн визнала причиною смерті самогубство через повішення. Після смерті Корнелла Soundgarden скасували решту свого туру 2017 року.
У вересні 2017 року барабанщик Метт Кемерон сказав Billboard, що він та інші учасники Soundgarden ще не прийняли рішення щодо майбутнього гурту після смерті Корнелла. У вересні 2018 року Кім Таїл розповів Billboard, що він та інші учасники Soundgarden, які залишилися в живих, досі не впевнені щодо майбутнього гурту. Місяцем пізніше Кемерон сказав Rolling Stone, що вцілілі учасники Soundgarden «безумовно хотіли б спробувати продовжити щось робити, придумати, що робити разом».
У січні 2019 року решта учасників гурту возз'єдналися на триб'ют-концерті в Інглвуді, організованому вдовою Корнелла Вікі Корнелл. Учасники Soundgarden, Temple of the Dog, Audioslave, Alice in Chains, Melvins, Foo Fighters і Metallica разом з іншими відомими виконали пісні з творчості Корнелла.
У липні 2019 року Тайіл сказав в інтерв'ю Music Radar, що учасники Soundgarden намагаються закінчити та випустити альбом, над яким вони працювали з Корнеллом. Однак головні файли вокальних записів Корнелла наразі приховуються, і коли Таїл попросив дозволу на використання цих файлів, йому було відмовлено. У грудні 2019 року вдова Корнелла, Вікі Корнелл, подала до суду на членів Soundgarden, через сім неопублікованих записів, зроблених Корнеллом перед його смертю в 2017 році. У позові зазначено, що Корнелл зробив сім записів у своїй особистій студії у Флориді в 2017 році, причому ніколи не було жодної чіткої згоди, що ці пісні призначені для Soundgarden, і що Корнелл був єдиним власником треків.

## Музичний стиль і впливи
Soundgarden були піонерами музичного жанру грандж, який змішав елементи панк-року та металу в брудний, агресивний звук. «Soundgarden досить непоганий…», зазначив Тоні Айоммі з Black Sabbath: «Це дуже схоже на речі такого типу, якими займались і ми самі». Вплив Led Zeppelin був очевидний, журнал Q відзначив, що «Soundgarden були просякнуті рок-культурою 70-х, додаючи до неї трохи зарозумілості сексизму і мачизму, властивої жанру». Згідно Sub Pop гурт мав «крутого провідного соліста і змішував Led Zeppelin і Butthole Surfers». Суміш панку, геві-металу і нойз-року Butthole Surfers справили великий вплив на ранні роботи Soundgarden.
Вплив Black Sabbath також підкреслюється, особливо в гітарних рифах і ладах. Джоел Макайвер заявив: «Soundgarden серед гуртів, які я чув, є найближчі до оригінального звуку Black Sabbath». Soundgarden, як і інші ранні грандж-гурти, також зазнали впливу британських пост-панк-гуртів, таких як Gang of Four і Bauhaus, які були популярні на сцені Сієтла на початку 1980-х. Soundgarden розширили свій музичний діапазон на більш пізніх релізах. З Superunknown 1994 року, гурт почав включити психоделічніші впливи у свою музику. Як учасник Soundgarden, Корнелл став відомий своїм широким вокальним діапазоном і темною, екзистенціальною лірикою.

## Склад
- Кріс Корнелл — вокал, ритм-гітара (1984—1997, 2010—2017)
- Кім Таїл — соло-гітара (1984—1997, 2010—2019)
- Хіро Ямамото — бас-гітара (1984—1990)
- Скотт Сандквіст — ударні (1985—1986)
- Метт Кемерон — ударні, бек-вокал (1986—1997, 2010—2019)
- Джейсон Еверман — бас-гітара (1990)
- Бен Шеферд — бас-гітара, бек-вокал (1990—1997, 2010—2019)

## Дискографія
Студійні альбоми
- Ultramega OK (1988)
- Louder Than Love (1989)
- Badmotorfinger (1991)
- Superunknown (1994)
- Down on the Upside (1996)
- King Animal (2012)

Живі альбоми
- Live on I-5 (2011)

Збірки
- Screaming Life/Fopp (1990)
- A-Sides (1997)
- Telephantasm (2010)
- The Classic Album Selection (2012)

Міні-альбоми
- Screaming Life (1987)
- Fopp (1988)
- Flower (1989)
- Loudest Love (1990)
- Satanoscillatemymetallicsonatas (SOMMS) (1992)
- Songs from the Superunknown (1995)
- Before the Doors: Live on I-5 Soundcheck (2011)
- King Animal Demos (2013)